# Шаріф Кабунгсуван
Мухаммад Кабунгсван (شريف کبوڠسووان; д/н — 1543) — 1-й султан Магінданао в 1520—1543 роках.

## Життєпис
Згідно з хроніками Магінданао по батьківській лінії належав до шаріфів — нащадків пророка Мухаммеда. Згідно з одного з повідомлень був сином Зайнал ал-Абідіна. Його матір'ю була малайська аристократка. При народженні отримав ім'я Кабунгсван (Наймолодший), що на думку дослідників свідчило, що був молодшим з 3 синів. Згодом отримав ім'я Мухаммад. Замолоду мешкав в Джохорі.
Після падіння Малаккського султанату 1511 року вирішив рухатися на схід, щоб проповідувати іслам серед поган. На човнах морських кочівників-баджао він перебрався до Брунею, а 1515 року висадився на західному узбережжі острова Мінданао. Відповідно до існуючої традиції, зайнявся поширенням ісламу в долині річки Пуланги, а потім в районі озера Ланао, серед племен магінданао. Діяв проповіддю й збройно. На його бік перейшов дату (правитель) Табунавей. Одружився з донькою вождя племені маранао. 1520 року заснував власний султанат з центром у долині Котабато.
Основним завданням обрав підкорення Мінданао. В іслам перейшли племена сланган, матампай, дусуд, катітван, сімвей. Втім значна частина відступила в гори, звідки протистояла султану. Тому він уклав союзи з султанатами Сулу, Тернате і Кутай.
Помер 1543 року. Йому спадкував син Мака-аланг Сарипада.